# Idrovia Litoranea Veneta
L'idrovia Litoranea Veneta è una via navigabile che ha origine nella Laguna di Venezia e, dopo un percorso di circa 127 km, sfocia nel Golfo di Trieste, a Punta Sdobba.
È costituita da tratti di canale artificiale che si alternano a tratti naturali ricavati dai fiumi Sile, Piave, Livenza, Lemene, Tagliamento, Stella e Isonzo, e dalle lagune di Caorle, Marano e Grado.
Il sistema si trova sotto la giurisdizione del Provveditorato delle Opere Pubbliche del Triveneto, con sede a Venezia.
Nonostante sia classificata come Linea di Navigazione di Classe 2, la Litoranea Veneta è in un considerevole stato di degrado. Attualmente è allo studio un progetto di risistemazione, valorizzazione e restauro finalizzato alla navigazione da diporto.
Vi sono 6 conche lungo il percorso:
- Conca del Cavallino sinistra
- Conca del Cavallino destra
- Conca di Cortellazzo
- Conca di Revedoli
- Conca di Bevazzana destra
- Conca di Bevazzana sinistra